# Schmitz
Schmitz is een geslacht waarvan leden sinds 1985 tot de Belgische adel behoren.

## Geschiedenis
De bewezen stamreeks begint met Gérard Arnold Schmitz (zoon van Wilhelm Schmitz) die in 1738 te Heinsberg trouwde, eerste vermelding van dit geslacht. Zijn zoon Jean Théodore Schmitz (1747-1808) vestigde zich in de Zuidelijke Nederlanden, deel uitmakend van de Oostenrijkse administratie.
Zijn zoon Johanes Petrus (1779-1861) verliet de regio Heinsberg om zich rond 1802 in Antwerpen te vestigen. Toen bestond België noch Duitsland: deze regio's waren ingelijfd door de jonge Franse Republiek. Johanes Petrus was dus “Frans” en verliet het departement Roer om naar het departement "Deux Nètes" te gaan.
De oudste zoon van Johannes Petrus, Pierre Schmitz (1812-1885) was pastoor van Neerijse.
Zijn andere zoon Mathieu Schmitz (1818-1874) was koopman.
Mathieu's zoon, Pierre-Boniface Schmitz (1850-1939) was een arts in Antwerpen, een van de eersten die homeopathie beoefende.
Marcel Schmitz (1885-1963), zoon van Bonifatius was architect en stedenbouwkundige. Hij heeft talrijke geschriften gepubliceerd. Hij woonde en stierf op Kasteel Impel in Eppegem. Marcel had drie zonen: Yves, Claude en Didier (priester).
Claude Schmitz (1919-1944) nam dienst bij de Royal Air Force en sneuvelde op 26 augustus 1944 in Borre (Frankrijk) met zijn "Spitfire IX" jachtvliegtuig.
Bij Koninklijk Besluit van 23 maart 1985 werd Yves Schmitz (1916-2009), voorzitter van het Hof van Beroep van Brussel, verheven in de erfelijke Belgische adel waardoor hij en zijn nakomelingen het predicaat jonkheer/jonkvrouw verkregen.

### Wapenbeschrijving
- 1985: In goud, een spitsvoetige paal van sabel, beladen met twee boven elkaar geplaatste ankers van zilver. Een helm van zilver, gekroond, getralied, gesierd en omboord van goud, gevoerd en gehecht van keel. Dekkleden: sabel en goud. Helmteken: een anker van het schild. Wapenspreuk: 'Fidelis et tenax' in letters van goud, op een lint van sabel.

## Enkele telgen
Jhr. dr. Yves Schmitz (1916-2009), voorzitter van het Hof van Beroep van Brussel; trouwde in 1949 met jkvr. Marie-Thérèse Houtart (1927). Yves Schmitz is de auteur van diverse werken over geschiedenis en genealogie: Bergeyck, le colbert belge - Les Archers, Nivelles 1961 (in het frans); Willem I, koning van Noord en Zuid - Heideland - Hasselt 1966 (in het nederlands); Les van de Werve, 800 ans d’histoire – Brussel 1988 (in het frans); Les della Faille – Van Buggenhoudt Brussel 1974 (verdeeld over vijf delen, in het frans).
- Jhr. Patrice-Emmanuel Schmitz (1949), hoofd van de adellijke familie na het overlijden van zijn vader; trouwde in 1973 met Sabine barones Meyers (1952), dochter van minister en burgemeester van Hasselt, Paul baron Meyers (1921-2011).  Patrice-Emmanuel is de auteur van korte verhalen en een historisch werk over het begin van de Tweede Wereldoorlog, gewijd aan de rol van ambassadeur Emile de Cartier de Marchienne: Les cent jours de l’Ambassadeur  - Mols, Waver 2025 (in het frans)
  - Jhr. Thierry Schmitz (1976); trouwde in 2000 met jkvr. Stéphanie de Callataÿ (1977)
- Jhr. Tanguy Schmitz MBA (1952); trouwde in 1978 met Jeanne-Françoise gravin van der Stegen de Schrieck (1952), lid van de familie Van der Stegen, bewoners van Impelkasteel te Eppegem